# 100 років Київському політехнічному інституту (монета)
«100 ро́ків Ки́ївському політехні́чному інститу́ту» — ювілейна монета номіналом дві гривні, випущена Національним банком України. Присвячена 100-річчю заснування Київського політехнічного інституту — нині Національний технічний університет України «Київський політехнічний інститут імені Ігоря Сікорського».
Монету введено в обіг 28 серпня 1998 року. Вона належить до серії «Вищі навчальні заклади України».

## Опис монети та характеристики
| Номінал грн. | Метал      | Маса, грам | Діаметр, мм. | Якість виготовлення | Гурт     | Тираж, штук |
| ------------ | ---------- | ---------- | ------------ | ------------------- | -------- | ----------- |
| 2            | нейзильбер | 12,8       | 31,0         | звичайна, поліпшена | рифлений | 50 000      |

### Аверс

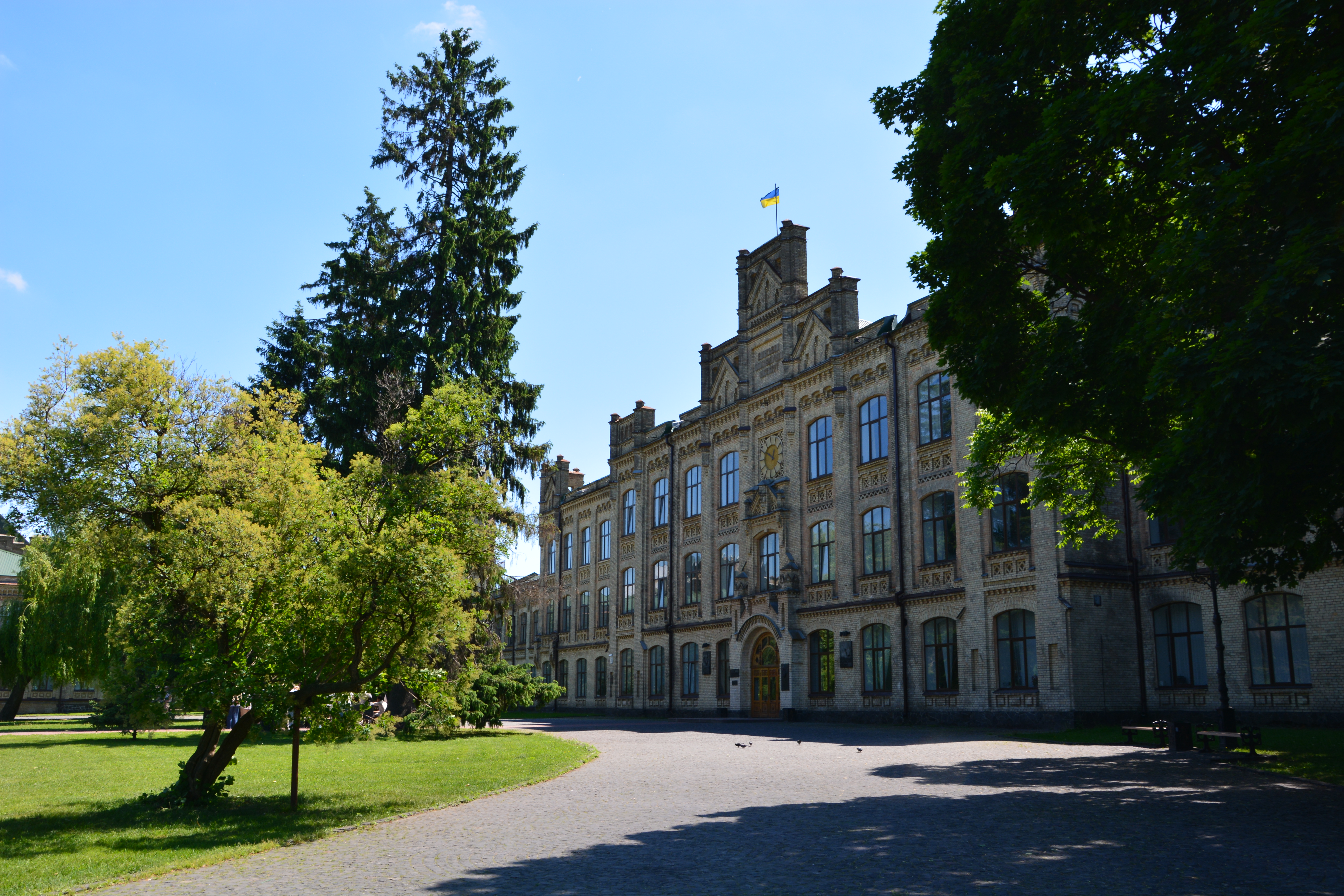
Головний вхід КПІ

На аверсі монети зображено малий Державний Герб України в центрі орнаменту, відтвореного з ліпного плафона інтер'єру головного корпусу КПІ. В одному із сегментів орнаменту розміщена дата 1998 — рік карбування монет. По колу розміщені написи: «УКРАЇНА», «2 ГРИВНІ».

### Реверс
На реверсі монети зображено головний корпус КПІ (архітектор І. С. Кітнер, 1901 рік). По колу розміщені написи: «КИЇВСЬКИЙ ПОЛІТЕХНІЧНИЙ ІНСТИТУТ», «100 РОКІВ».

## Автори
- Художник — Сергій Беляєв.
- Скульптори: Володимир Атаманчук (аверс), Володимир Дем'яненко (реверс).

## Вартість монети
Під час введення монети в обіг 1998 року, Національний банк України розповсюджував монету за її номінальною вартістю — 2 гривні.
Фактична приблизна вартість монети, з роками змінювалася так:
| Рік        | 2005 | 2006 | 2007 | 2008 | 2009 | 2010 | 2011 | 2012 | 2013 | 2014 | 2015 | 2016 | 2017 | 2018 | 2019 | 2020 | 2021 | 2022 | 2023 | 2024 | 2025 |
| ---------- | ---- | ---- | ---- | ---- | ---- | ---- | ---- | ---- | ---- | ---- | ---- | ---- | ---- | ---- | ---- | ---- | ---- | ---- | ---- | ---- | ---- |
| Ціна, грн. | 70   | 95   | 120  | 150  | 180  | 200  | 230  | 230  | 270  | 240  | 335  | 400  | 360  | 360  | 390  | 410  | 380  | 550  | 550  | 620  | 910  |